# Петровка (Вологодская область)
Петровка — деревня в Вожегодском районе Вологодской области.
Входит в состав Тигинского сельского поселения, с точки зрения административно-территориального деления — в Тигинский сельсовет.
Расстояние по автодороге до районного центра Вожеги — 23 км, до центра муниципального образования Гридино — 3 км. Ближайшие населённые пункты — Коневка, Савинская, Щеголиха, Малая, Пожар, Левинская, Осподаревская, Гридино, Дровдиль.
По переписи 2002 года население — 32 человека (15 мужчин, 17 женщин). Всё население — русские.